# Perissocytheridea kroemmelbeini
Perissocytheridea kroemmelbeini is een mosselkreeftjessoort uit de familie van de Cytherideidae. De wetenschappelijke naam van de soort is voor het eerst geldig gepubliceerd in 1970 door Pinto & Ornellas.